# J·K·罗琳
喬安娜·羅琳，CH，OBE，HonFRSE，FRCPE，FRSL（1965年7月31日— ），笔名J·K·羅琳（英語：J. K. Rowling）及罗柏特·加尔布雷斯（英語：Robert Galbraith），英格蘭小说家、电影编剧及制片人，代表作為《哈利波特》系列作品。她的《哈利波特》暢銷全球，熱賣超過4亿本，成為史上最暢銷的書籍之一；其同名改編電影也成為電影史上票房收入最高的電影之一。該系列電影獲得羅琳的完整授權，她擔任了《哈利·波特与死亡圣器（上）》和《哈利·波特与死亡圣器（下）》的電影監製。
J.K·羅琳生于英国格洛斯特郡葉特。1990年，當她在一班從曼徹斯特開往倫敦的誤點列車上想到《哈利波特》小說的靈感時，她是國際特赦組織的研究員兼雙語秘書。羅琳撰寫《哈利波特：神秘的魔法石》期間，經歷了貧窮、母親過世與首次離婚，在1997年出版《哈利波特》系列小說的第一本。其後續集逐年出版，最後一部《哈利波特：死神的聖物》在2007年出版，宣告完結。羅琳的下一部作品《臨時空缺》與成名作不同，是面向成人讀者的悲喜劇小說，於2012年出版；2013年又以筆名「羅柏特·加爾布雷斯」（Robert Galbraith）出版犯罪小說《杜鵑的呼喚》，羅琳表示此作將會發展成為系列小說。
J.K·羅琳在5年內從接受政府濟助的貧窮單親媽媽成為富有的暢銷作家。她是英國有記錄以來最暢銷的作家，版稅所得約2,380萬英鎊。2008年，《星期日泰晤士報富豪榜》估測羅琳的財產總值約5.6億英鎊，是英國第12位富有的女性。富比士則將羅琳評為2007年最具影響力名人的第27位，《時代雜誌》以她「對哈利波特迷在社會、道德與政治方面的影響」評為2007年時代年度風雲人物第二位。2010年10月，《衛報》將羅琳評為全英國最具影響力的女性。她也投入慈善活動，支持喜劇救濟、大不列顛多發性硬化症協會、薑餅、路摸思等慈善團體。自2017年以来，罗琳公开表达了她对性别议题的批判性观点。她的言论引发了广泛争议，常被认为具有跨性别恐惧或反跨性别的倾向。

## 名字
雖然羅琳大多數時候都用她的筆名「J·K·羅琳」（J. K. Rowling），在《哈利波特：神秘的魔法石》出版時卻直接使用本名「喬安娜·羅琳」（Joanne Rowling）。出版社考慮此書的目標讀者群為小男孩，恐怕不會買女作家寫的書，遂建議她改用兩個字母縮寫作為筆名；但羅琳沒有中間名，於是選擇奶奶「凱薩琳」（Kathleen）的「K」作為她筆名的第二個縮寫字母。她總稱自己為「喬」（Jo），還說：「小時候沒人會叫我喬安娜，除非他們生氣了。」婚後，她有時會在處理個人私事時使用冠上夫姓的「喬安娜·莫瑞」（Joanne Murray）。利維森調查時，她則使用「喬安娜·凱薩琳·羅琳」（Joanne Kathleen Rowling）。在2012年的訪談中，羅琳表示她並不介意人們誤解她筆名縮寫的意思。

## 經歷

### 出生與家庭

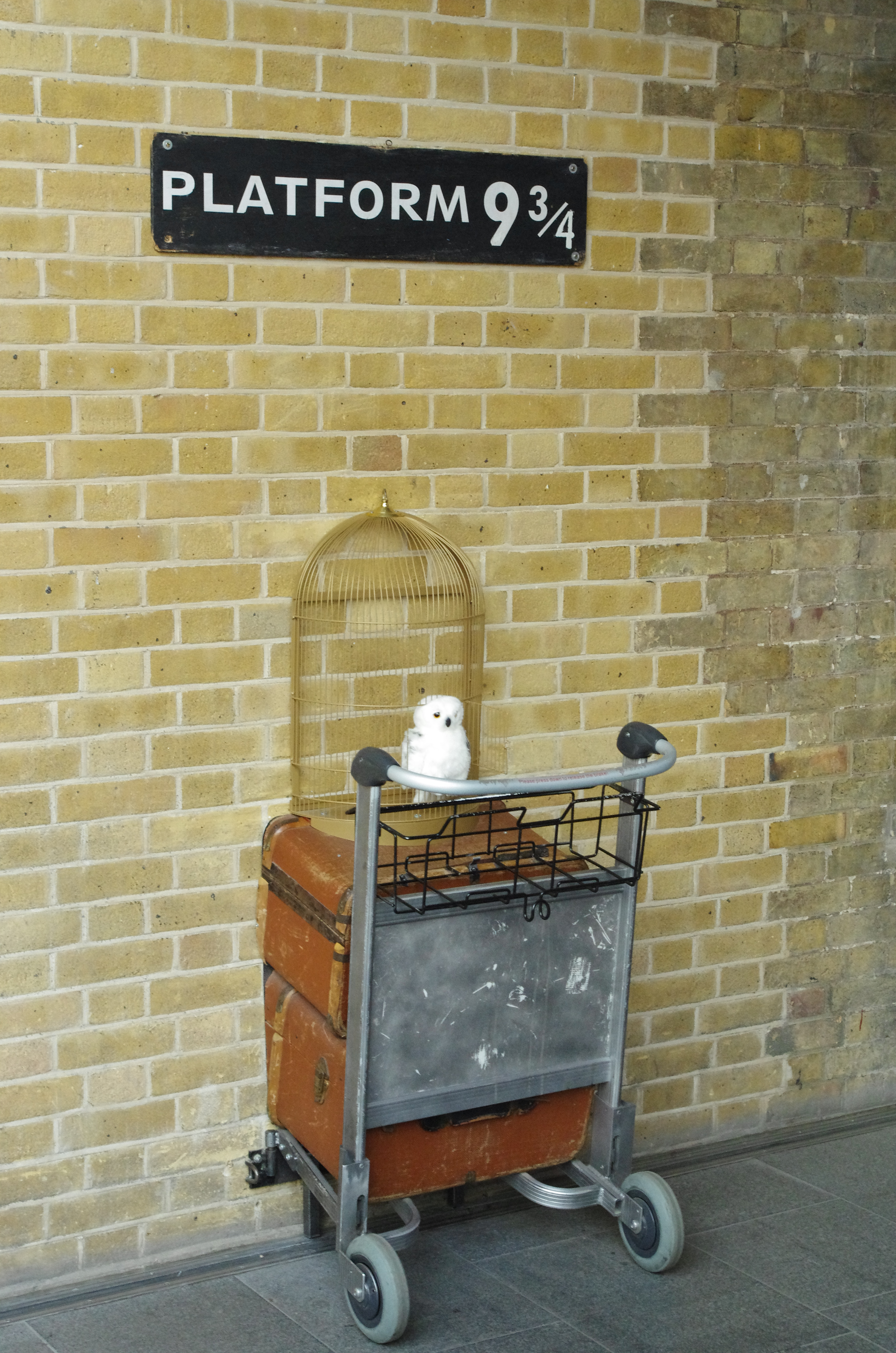
羅琳的父母是在一列從國王十字火車站出發的列車結識的，因此羅琳把该火車站的其中一角作為進入魔法世界的入口，是为九又四分之三月台。现今這裡已經成為一個著名的旅遊景點。

羅琳生於1965年7月31日的英格蘭格洛斯特郡葉特奇平索德伯里區戰爭紀念小屋醫院 ，是彼得·詹姆士·羅琳（Peter James Rowling）與安妮·羅琳（Anne Rowling）之女。她的父親彼得是勞斯萊斯有限公司的飛行器工程師，母親是科學技術員，兩人於1964年在往阿布洛斯的列車上相遇，該列車自國王十字火車站出發。1965年3月14日，彼得與安妮結為夫妻。安妮的外公杜加德·坎貝爾生於蘇格蘭阿倫島上的拉姆拉什；安妮的祖父路易斯·維蘭特（Louis Volant）是一名法軍士兵，曾在第一次世界大戰期間因保衛庫爾塞勒勒孔特村有功而獲得英勇十字勳章。羅琳起初以為他獲得的是法國榮譽軍團勳章，她在2009年時也獲頒一個；但她卻在英國廣播公司的記錄片節目《你以為你是誰》發現真相。

### 童年與教育

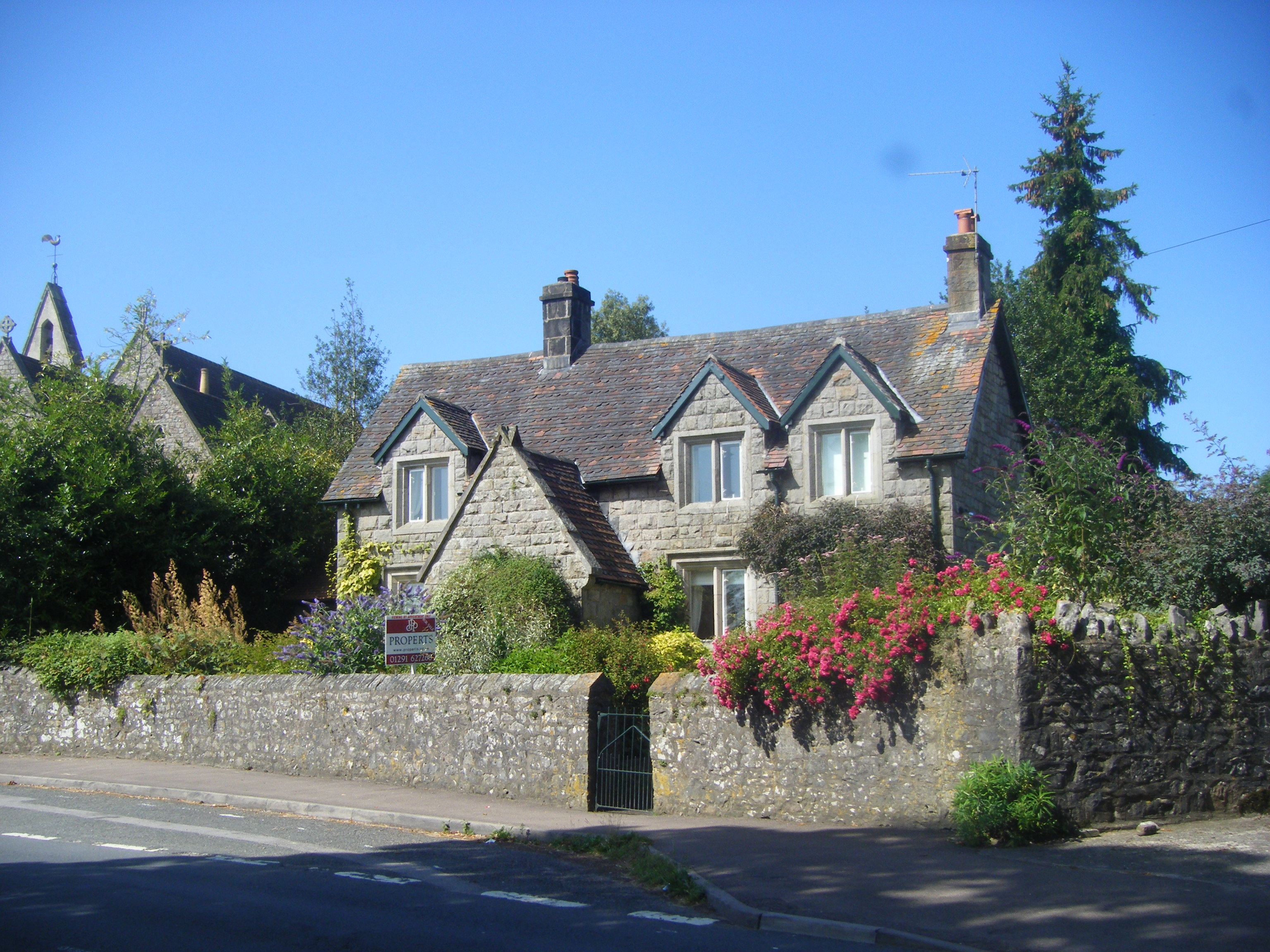
羅琳小時候在土茲希爾的家

羅琳的妹妹黛安娜（Dianne）在羅琳23個月大的時候出生，全家人在羅琳4歲時搬到鄰村溫特伯尼。羅琳曾就讀於村中的聖米迦勒小學（St Michael's Primary School），這是一所由前英國下議院議員、廢奴主義者威廉·威伯福斯及教育改革者漢娜·摩爾創立的學校。聖米迦勒小學當時的校長阿爾弗雷德·丹（Alfred Dunn）被認為就是《哈利波特》小說中霍格華茲魔法與巫術學院校長阿不思·鄧不利多的原型。
羅琳自幼就常寫奇幻故事，並唸給妹妹聽。她回憶道：「我還記得我曾告訴她一個她掉進兔子窩裡，裡面的兔子家族還拿草莓餵她吃的故事。而我第一個寫下來的故事（在我5或6歲的時候），關於兔子、題目也叫兔子。牠得了麻疹，朋友們都來看牠，包括一隻叫作蜂小姐（Miss Bee）的巨大蜜蜂。」羅琳9歲時，全家搬到格洛斯特郡土茲希爾村的教堂小屋，那裡離威爾斯切普斯托很近。在她青春期時，她的阿姨給了她一本舊的英國社會抗議作家潔西卡·密特福德自傳，密特福德於是成為羅琳心目中的英雄，她看了密特福德的每一本書。
羅琳接受《紐約客》訪談時提到她的青春期：「我特別不開心。那是我人生中最糟的階段。」她的家庭生活很糟糕，羅琳跟父親處得不好，母親也病了。當她進入懷登學校唸書時，母親也在該校科學實驗室當技術員。羅琳說她青春期時的樣子「就是妙麗·格蘭傑的原型。她是我11歲時的誇張版本，那是我並不引以為傲的樣子。」羅琳在該校的英語老師史帝夫·艾迪（Steve Eddy）回憶羅琳當時並不特別傑出，但屬於「一群開朗女孩團體的一員，英文成績也不錯」。她高年級時的好友西恩·哈里斯（Sean Harris）有輛藍綠色的福特Anglia，曾在羅琳筆下出現：「榮恩·衛斯理長得一點也不像西恩，但他完全是西恩式的角色。」關於羅琳那時的音樂品味，她說：「我最愛的團體是史密斯樂團，當我到達龐克時期，則是衝擊合唱團。」羅琳成績優異，當選為女學生主席；她的英語成績拿到「A」，法語和德語則拿到兩個「A」和一個「B」。
1982年，羅琳參加牛津大學的入學考試，但未被錄取；後於艾希特大學唸法語和古典學，那是個對她帶來衝擊、「預期會與許多相似但思想激進的人相處」的地方。當她加入一群志同道合的人們，開始結交朋友時，她感到她正在做自己。艾希特大學法語教授馬丁·索瑞爾（Martin Sorrell）回憶大學時的羅琳：「一個安靜又能幹的學生，總是穿著丹寧外套、留一頭深色頭髮，以學術語言來說，她有著能幹的外表。」不過，根據羅琳自己的回憶，她覺得自己大學時「什麼事都沒做」，還「畫了很深的眼線，總是聽史密斯合唱團、看狄更斯與托爾金的書」。羅琳曾到巴黎當過一年交換學生，並於1986年自艾希特大學畢業；然後搬到倫敦，在國際特赦組織當研究員和雙語秘書。1988年，羅琳寫了一篇有關她唸古典學時的短文，標題為，並刊載於艾希特大學的《佩格薩斯》（Pegasus）期刊上。

### 靈感與母親過世
結束在國際特赦組織的工作後，羅琳與她當時的男朋友搬往曼徹斯特。1990年，當她坐在一班從曼徹斯特開往倫敦、誤點4個小時的火車上時，一個在巫師學校唸書的年輕男孩故事從腦中迸現。她告訴《波士頓環球報》：「我真的不知道靈感從哪裡來的，它從哈利開始，其他角色與情節慢慢浮出，最後佔滿我的心靈。」
J.K·羅琳在她的個人網站上這樣介紹《哈利波特》：
|  | 我在開往倫敦的擁擠列車上展開個人旅行時，《哈利波特》就這樣進入我的腦中。從6歲開始，我就不間斷地寫作，但我從未因某個點子而如此興奮，直到那時。當時，我正面臨人生最大的困境，找不到一支筆可以寫作，也羞於向人借錢……我沒有一支能用的筆，但我認為那真的是個好點子。我坐下來開始思考，在4個小時內（列車誤點了4個小時）勾勒出所有細節。這個骨瘦如柴、戴眼鏡、以前從未想過自己是個巫師的黑髮男孩，變得更加真實。如果我抓住靈感，並寫在紙上的時候慢了，或許就扼殺了它（有時我會懷疑，自己在那趟旅程中想到的，有多少在我實際提筆寫下前忘了？）。我開始在每個向晚時分撰寫《神秘的魔法石》，雖然最初寫的那幾張紙沒有一張和後來的定稿類似。 |

當羅琳一到她的終點站克拉珀姆交匯站，她就立刻開始動筆。1990年12月，羅琳的母親因發作10年的多發性硬化症過世。羅琳說：「我在母親過世時寫《哈利波特》，卻沒告訴她有這本書。」這個巨變衝擊羅琳甚深，也影響到寫作，她認為有許多《神秘的魔法石》細節都在此時流失，因為她還記得那時的感覺。

### 結婚、離婚與單親生活

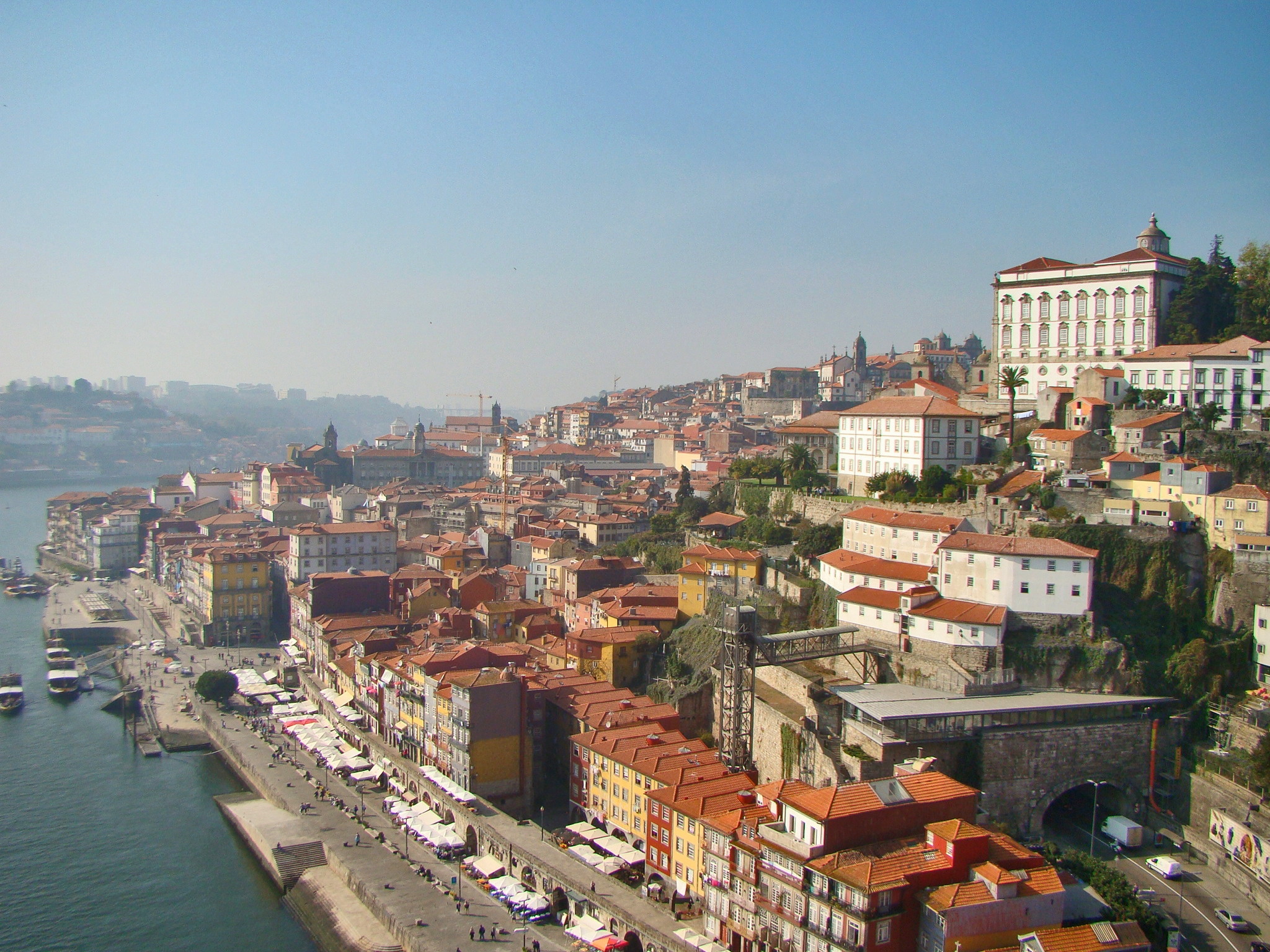
羅琳曾經在波爾圖當教師。1993年，她回到英國陪伴其女兒，但在《哈利波特》第三章完成時，她的婚姻已經開始惡化。

《衛報》提到，羅琳曾搬到葡萄牙第二大城波爾圖，在當地教英語。她在晚上教書，白天邊聽柴可夫斯基的《小提琴協奏曲》邊寫作。她在酒吧遇到葡萄牙新聞記者喬治·阿蘭帝斯（Jorge Arantes），一起聊簡·奧斯丁，奧斯丁的書是兩人的共同興趣。1992年10月16日，羅琳與阿蘭帝斯結婚，此時他們已經有了孩子，命名為潔西卡·伊莎貝爾·羅琳·阿蘭帝斯（Jessica Isabel Rowling Arantes），出生於1993年。此前，羅琳曾流產過。兩人在1993年11月17日離婚，結束他們13個月又1日的婚姻。傳記作家寫到羅琳當時曾遭受家庭暴力，但對於那段婚姻，旁人仍無從得知全部詳情。喬治·阿蘭帝斯在《每日快報》的訪談中，提到他倆最後一晚時，他曾把羅琳拖出家門，毆打她的頭部，當時還是凌晨5點。1993年12月，羅琳與她女兒搬回英國蘇格蘭，住在羅琳妹妹在愛丁堡的家附近，行李箱中裝了三章已完成的《神秘的魔法石》手稿。
此時，羅琳已經從艾希特大學畢業7年了，自嘲為「我所見過最失敗的人」。她的婚姻以失敗收場，沒有工作，還帶著一個嗷嗷待哺的孩子；但她形容那場失敗是種解放：
|                                          | 失敗代表了摒除不必要的事物，我不再自我欺騙、乾脆忠於自我，投注所有心力完成唯一重要的工作。要是我以前在其他地方成功了，那麼我也許永遠不會有這樣的決心，投身於這個我自信真正屬於我的領域。我重獲自由了！因為我最大的恐懼雖然降臨了，而我還活著，我還有個可愛的女兒，還有台老舊的打字機和偉大的構思。曾經跌落深邃的谷底，卻變成日後重生深厚的基礎。 |
| ——J.K·羅琳，〈失敗的好處和想像的重要性〉 | |

在那段低潮期，羅琳被確診罹患臨床憂鬱症，曾試圖自殺。憂鬱發作時的黑暗感受成為羅琳創造催狂魔這種生物的靈感來源，那是《哈利波特》裡一種會吸食人類正面情緒，甚至靈魂的黑暗生物。羅琳接受政府的社會救助，她描述那時的經濟狀況為「即使是在現代英國，也稱得上貧窮，但沒有無家可歸」。
羅琳的病情在前夫赴英探望她們母女時加劇。她向法院申請保護令，迫使阿蘭帝斯獨自返回葡萄牙，並在1994年8月提出離婚申請。。她在愛丁堡大學莫雷教育學院受訓成為教師期間，完成她的第一本小說，也改善經濟狀況。羅琳曾在許多咖啡館寫作，包括尼科爾森咖啡館（Nicolson's Café）和大象咖啡屋（The Elephant House），無論在哪她都帶著睡夢中的女兒。羅琳在2001年接受英國廣播公司訪問時，否認她在咖啡館寫作是因為她家沒暖氣的傳聞：「我還沒笨到會在愛丁堡的隆冬中，租沒暖氣的房子。我家有暖氣。」她在美國電視節目《Biography》中說，帶著寶寶散步是讓寶寶睡著的方法，這是她為何選擇在咖啡館寫作的原因。

### 再婚與家庭
2001年12月26日，羅琳與麻醉科醫師尼爾·莫瑞（Neil Murray）在蘇格蘭阿伯費爾迪舉行私人婚禮°兩人的長子生於2003年，那時羅琳正要開始寫《混血王子的背叛》，她不得不暫停寫作以照顧寶寶。羅琳最小的女兒在她專注於寫作《混血王子的背叛》時出生，那時是2005年。羅琳一家現居英國愛丁堡。

### 成功
2004年，富比士將羅琳列為第一個靠寫作成為億萬美元富翁的作家，也是世界排名第1,062位富有的人。羅琳質疑此計算結果，表示她雖然很有錢，但還不算億萬富翁。此外，2008年，《周日時代富豪榜》將羅琳列為全英國第144位富有的人；2012年時富比士將羅琳從富豪榜上除名，宣稱由於她大量捐款（約1億6000萬美元）和英國對她課徵的高稅率，使她再也不是億萬富翁。2013年2月，BBC廣播四台節目《婦女時間》將羅琳評為英國第13位最有權勢的女性。

## 寫作生涯

### 哈利波特

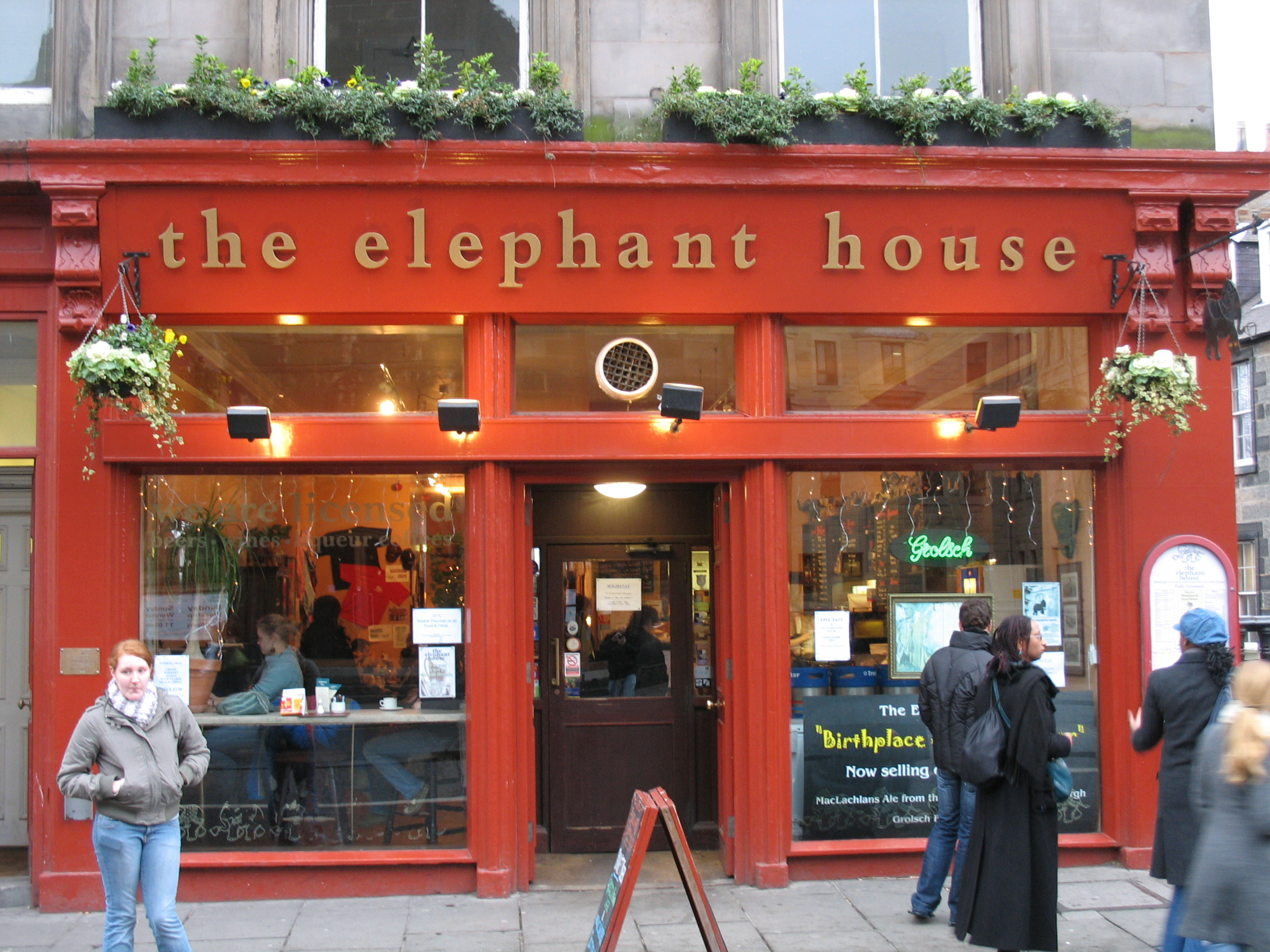
J.K·羅琳寫作《哈利波特－神秘的魔法石》時所待的咖啡館，位在英國愛丁堡

1995年，羅琳用一台老舊的人工打字機完成《哈利波特：神秘的魔法石》原稿。她的作品獲得文學經紀人克里斯多夫·利特爾（Christopher Little）屬下業務經理布萊恩妮·埃文斯（Bryony Evens）肯定，埃文斯看過羅琳作品其中三個章節後，便決定將這份手稿引薦給利特爾。此前，羅琳曾向四家出版社投稿，但都被拒絕。利特爾將羅琳的作品引薦給一家倫敦出版社「布魯姆斯伯里」，獲得該出版社編輯貝瑞·康寧漢（Barry Cunningham）青睞，支付1,500英鎊作為羅琳的稿費。《哈利波特－神秘的魔法石》能被出版，或許該歸功於出版社老闆的8歲女兒愛麗絲·紐頓（Alice Newton）；當她讀完第一章後，立刻就向父親詢問後續。雖然布魯姆斯伯里同意出版羅琳的作品，但康寧漢還是建議羅琳找一份正職，因為他並不認為羅琳能靠寫童書賺錢。然而，1997年，羅琳收到蘇格蘭藝術協會給予的8,000英鎊獎助金，鼓勵她繼續寫作。
1997年6月，布魯姆斯伯里正式出版《哈利波特：神秘的魔法石》，首刷1,000本，其中500本將成為圖書館館藏。這1,000本書今日價值約16,000英鎊到25,000英鎊。出版五個月後，羅琳獲得第一個獎項：雀巢聰明豆兒童圖書獎。其後又贏得國家圖書獎年度最佳童書獎項。1998年，《哈利波特－神秘的魔法石》的美國版權在一場拍賣會上由Scholastic Inc.以10萬5000美元得標。羅琳說，當她聽到這個消息，她「（高興地）快死了」。1998年10月，Scholastic Inc.正式出版《哈利波特：神秘的魔法石》，銷售所得使羅琳得以搬離公寓，換到愛丁堡一個比較好的街區。起初，她的鄰居都沒察覺社區裡搬來《哈利波特》系列作者，如傳記作家康尼·安·柯克寫道：「多數人都尊敬她，給她空間，這也是他們自己想要的。」
羅琳在1998年7月出版續集《哈利波特：消失的密室》，該書為她贏得第二座雀巢聰明豆兒童圖書獎；1999年12月，《哈利波特：阿茲卡班的逃犯》出版後，再度為她贏得該獎項，成為第一位連續三次獲得雀巢聰明豆兒童圖書獎的作家。羅琳其後婉拒該獎項，把機會讓給其它書籍。2000年1月，《哈利波特：阿茲卡班的逃犯》獲得惠特布雷特獎年度最佳童書，但未獲得該獎當年度最佳圖書獎，該獎由愛爾蘭作家謝默斯·希尼的《貝奧武夫》譯本獲得。
《哈利波特》第四集《哈利波特：火盃的考驗》於2000年7月8日於英美兩國同步發行，並打破兩國銷售記錄，英國首日發售便賣出372,775本，幾乎是前作《阿茲卡班的逃犯》銷售首年的總數。在美國，48小時內便賣出超過三百萬本，打破圖書銷售記錄。羅琳坦承撰寫此書時曾有個轉捩點：「第四集寫到一半時，我察覺劇情有個嚴肅的缺憾......我與此書有過最黑暗的時刻......有一章，我重寫了13次，沒有人看了它後能玷污它，或明白它對我的計畫造成的影響。」羅琳同時名列在2000年英國圖書獎年度作家中。
羅琳花了三年的時間寫第五集《哈利波特：鳳凰會的密令》。這段間隔曾使出版社不禁懷疑羅琳是否出現腦閉塞，但被她本人否認。羅琳後來承認寫此書是件苦差事：「我認為《鳳凰會的密令》應該要再更短些，」她告訴萊夫·葛羅斯曼，「我知道，寫結尾時我把時間和精力用光了。」
第六集《哈利波特：混血王子的背叛》發行於2005年7月16日，再度打破銷售記錄：24小時內售出九百萬冊。寫作該書期間，羅琳在網路上告訴書迷：「第六集我已計畫數年了，但在我開始認真寫以前，我又花了兩個月重新計畫，並向自己做絕對的保證：我知道自己在做什麼。」她在個人網站上註記：《哈利波特：混血王子的背叛》開頭，那場魔法部部長與英國首相之間的對話，最初曾放計畫放在《神秘的魔法石》、《消失的密室》與《阿茲卡班的逃犯》裡。2006年，《哈利波特：混血王子的背叛》獲選為英國圖書獎年度最佳圖書。
《哈利波特》系列最後一部作品《哈利波特：死神的聖物》，其書名在2006年12月21日公布。2007年1月11日，J.K·羅琳在愛丁堡貝摩爾酒店的旅館房間內完成書稿。此書於歐洲西部夏令時間2007年7月21日凌晨00:01開售，首日銷售量即打破往年記錄，在英美兩國共賣出1,100萬本。羅琳說，寫最後一章時，覺得「很像1990年」時，全系列最早寫的作品。在羅琳寫作《哈利波特：死神的聖物》的過程中，她允許英國獨立電視台為她製作記錄片，並於2007年12月30日播放，片名為《J. K.羅琳：輝煌的一年》（J.K. Rowling: A Year in the Life）。片中，羅琳重返她當初寫作《神秘的魔法石》時住的廉價公寓，她不禁落淚道：「（那裡）徹底改變了我的人生。」而在歐普拉的訪談中，羅琳則將《哈利波特》系列作的成功歸功於她的母親。
現在，《哈利波特》已有150億美元的全球品牌價值，最後四集小說接連打破書籍銷售記錄。《哈利波特》全系列被翻譯成65種語言，發行全球各地。另外，《哈利波特》也被公認為是重新引發自小只用電腦、電視的青少年閱讀風氣的小說。不過，書籍市場仍持續衰退，也越來越少青少年繼續閱讀。

#### 改編電影

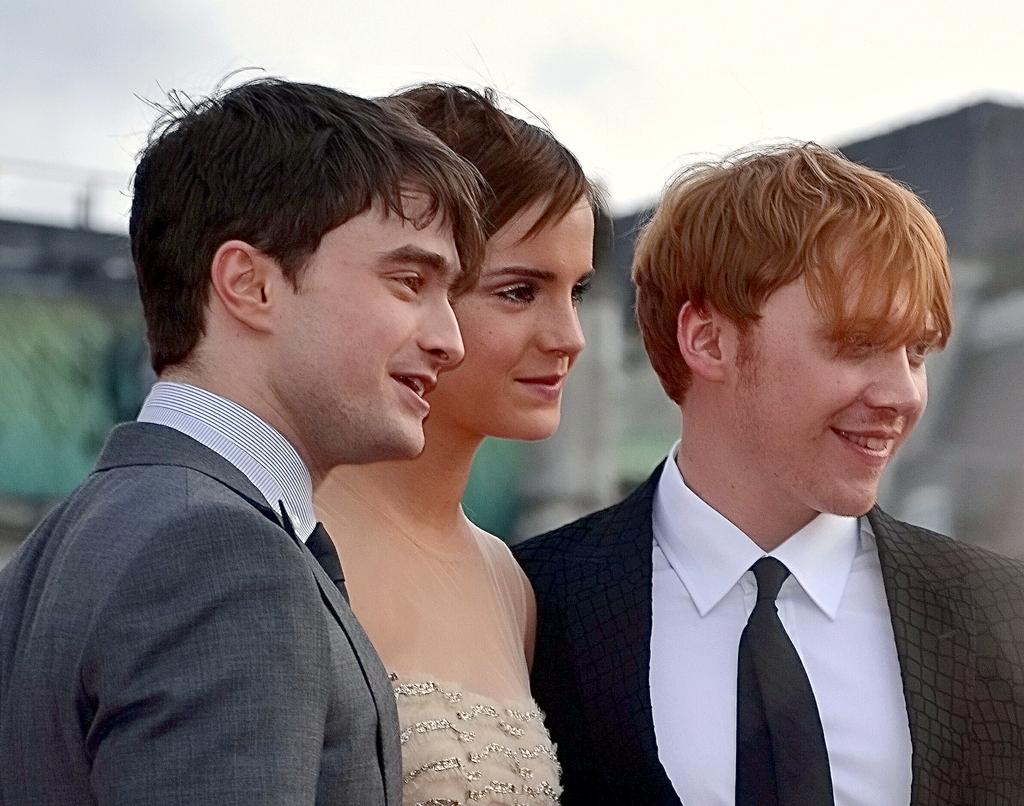
飾演《哈利波特》系列電影三位男女主角的丹尼爾·雷德克里夫（飾哈利·波特）、艾瑪·華森（飾妙麗·格蘭傑）與魯伯特·葛林特（飾榮恩·衛斯理）出席《哈利波特—死神的聖物 (下)》的倫敦首映式

1998年10月，華納兄弟向J.K·羅琳買下《哈利波特》作品前兩部小說的電影改編版權。《哈利波特：神秘的魔法石》電影於2001年11月16日上映，《哈利波特：消失的密室》電影則於2002年11月15日上映，兩部皆由美國導演克里斯·哥倫布執導。2004年6月4日，由墨西哥導演艾方索·柯朗執導的《哈利波特：阿茲卡班的逃犯》電影上映。系列作第四部電影《哈利波特：火盃的考驗》改由英國導演麥可·紐威爾執導，於2005年11月18日上映。2007年7月11日，由大衛·葉斯執導、麥可·古登伯格編劇的《哈利波特：鳳凰會的密令》上映，也是第一部非由史蒂夫·克勒伍編劇的《哈利波特》系列電影。2009年7月15日，《哈利波特：混血王子的背叛》上映，仍由大衛·葉茲執導，但改由原編劇史蒂夫·克勒伍寫劇本。2008年3月，華納兄弟宣布《哈利波特》系列作完結篇《死神的聖物》將拆成上、下集拍攝。兩部電影分別於2010年11月（上集）和2011年7月（下集）上映，皆由大衛·葉茲執導。
華納兄弟與J.K·羅琳訂契約時，接受了相當多她提出的要求和意見；包括電影必須在英國拍攝、演員必須是英國人等。電影公司也的確遵守她的條件，大多數《哈利波特》電影演員都是在英國選出來的。另外，羅琳還要求贏得在《哈利波特》電影中打產品廣告權利的可口可樂公司，必須捐獻1,800萬美元給美國兒童識字組織（Reading Is Fundamental），作為一項慈善計畫的一部份。
除了《哈利波特：鳳凰會的密令》電影外，其餘哈利波特系列電影皆由史蒂夫·克勒伍編劇，他撰寫劇本時也受到羅琳不少幫助，以確保劇本不會與羅琳未來的作品內容抵觸。羅琳曾說克勒伍在她尚未出版《哈利波特》續集前，是知道最多續集內容的人，但她並未告訴他全部內容。《哈利波特》電影中飾演魔藥學教授賽佛勒斯·石內卜的英國男星艾倫·瑞克曼、飾演牧場看守人魯霸·海格的羅彼·考特拉尼也曾獲得與他們飾演的角色有關，但尚未公開出版的劇情內容。至於飾演主角哈利·波特的英國童星丹尼爾·雷德克里夫，則曾向羅琳詢問哈利·波特是否會在小說中死亡，羅琳回答他「你會有死亡鏡頭」，但未明確回答這個問題。美國導演史蒂芬·史匹柏曾一度有意執導《哈利波特》系列電影，但後來作罷。出版社曾多次宣稱羅琳參與決定導演的過程，但羅琳表示她從未介入導演人選，也沒有阻止史匹柏執導《哈利波特》系列電影。羅琳唯一一次介入擇導，是希望由英國喜劇團體「蒙提·派森」成員泰瑞·吉連執導電影，因為她是吉連的忠實粉絲；但華納兄弟認為《哈利波特》電影要更闔家觀賞一點，所以選擇由克里斯·哥倫布執導。
即使如此，羅琳還是積極參與《哈利波特》系列電影製作過程，不只所有劇本都需要經過她審核，還親自監製《哈利波特：死神的聖物》上、下集。在她的個人網站上，羅琳透露她曾考慮在《哈利波特：神秘的魔法石》中的「意若思鏡」鏡頭中客串演出主角哈利·波特的母親莉莉·波特；但作罷，因為她認為自己還不適合在大銀幕上演出。莉莉·波特一角最後由英國女星吉拉汀·索瑪非演出。

## 公益活動
2000年，羅琳創立維蘭特慈善信託（Volant Charitable Trust），每年投入510萬英鎊對抗貧窮和社會不平等。該信託基金也有計畫性地幫助兒童、單親家庭，並資助多發性硬化症研究。羅琳表示：「我認為你有奉獻比自己需要的更多的道德責任，並為此做些有智慧的事。」

### 反貧窮與兒童福利
曾是單親媽媽的羅琳，現在是英國慈善組織「薑餅」的負責人，她2000年成為該組織的首任慈善大使。羅琳與前英國首相夫人莎拉·布朗共同合作撰寫兒童故事書贊助該組織。
2001年，英國反貧窮募款活動「喜劇救濟」向羅琳、蒂麗婭·史密斯（英國電視名廚）、海倫·菲爾丁（《BJ單身日記》作者）等三位暢銷作家徵求一本有關她們代表作的小書。羅琳將《哈利波特》劇情中出現的虛構書籍《穿越歷史的魁地奇》、《怪獸與牠們的產地》寫成書，並寫得像是真的從霍格華茲圖書館借出來的一樣。自2001年3月開賣起，這兩本書已為喜劇救濟募得1570萬英鎊，其中1080萬英鎊將會用來成立一個國際基金，幫助英國以外陷入危機的兒童或青少年。2002年，羅琳為《魔法》（Magic）一書寫贈序，因為該書出版社向英國單親家庭委員會（National Council for One Parent Families）捐款。
2005年，羅琳與歐洲議會議員艾瑪·尼可森共同成立路摸思組織。2006年1月，羅琳前往羅馬尼亞首都布加勒斯特，關切當地精神病院用以禁錮兒童的牢籠床。為了協助路摸思組織募款，羅琳拍賣了一本她親自手寫並繪製插圖的《吟遊詩人皮陀故事集》，這是曾出現在《哈利波特－死神的聖物》裡的魔法世界童話書，羅琳總共做了7本。它最後由亞馬遜網路書店以195萬英鎊在2007年12月13日得標，成為當代得標價格最高的書。羅琳說：「有許多絕望中的兒童正等待援助。（拍賣結果）表示對我而言，聖誕節提早來臨了。」羅琳將其餘6本親手製作的《吟遊詩人皮陀故事集》送給《哈利波特》系列相關人士。2008年，羅琳同意出版此書，並將所得捐給路摸思組織。

### 多發性硬化症
羅琳捐款支持多發性硬化症的相關研究及治療，因為在她母親於1990年過世前，曾罹患該病。2006年，羅琳捐贈大筆款項給愛丁堡大學，用以支持該校新成立的再生醫學中心（Centre for Regenerative Medicine），後命名為安妮·羅琳再生神經診所（Anne Rowling Regenerative Neurology Clinic）。2010年，羅琳再向該中心捐贈一千萬英鎊。羅琳長住的蘇格蘭是世界上多發性硬化症患病比例最高的地方，原因未知。2003年，羅琳參與推動建立多發性硬化症患者的國家照護標準。2009年4月，羅琳宣布停止贊助大不列顛多發性硬化症協會蘇格蘭分會，因為該會無法解決南、北分部持續不斷的內鬨，造成該會元氣大傷，還有數人辭職。

### 其它公益活動
2008年5月，英國書商Waterstones請羅琳及其他12位作家（塞巴斯欽·福克斯、多麗絲·萊辛、麗莎·艾比娜妮西、瑪格麗特·愛特伍、蘿倫·查爾德、理察·福特、尼爾·蓋曼、尼克·宏比、麥可·羅森、艾賽爾·薛弗勒、湯姆·斯托帕德、歐文·威爾許）在A5卡片上撰寫一篇短文或故事，用以進行慈善拍賣，支持閱讀障礙行動組織（Dyslexia Action）與英格蘭筆會。羅琳寫了一篇800字的〈哈利波特前傳〉，描述哈利·波特的父親詹姆斯·波特與教父天狼星·布萊克於哈利出生前的故事。這些作家的卡片在2008年8月時集成一本書拍賣。
2006年8月1日和8月2日，羅琳在美國紐約市無線電城音樂廳與史蒂芬·金、約翰·艾文一同朗讀，此活動收益將捐贈給避風港基金會（Haven Foundation）和無國界醫生組織，其中避風港基金會專門支援無保險或無法工作的藝術家及表演者。2007年5月，羅琳承諾捐贈約250,000英鎊至495,000英鎊，作為馬德琳·麥凱恩失蹤事件的懸賞金，此活動由英國小報《世界新聞報》發起。此外，羅琳還與納爾遜·曼德拉、艾爾·高爾、亞倫·葛林斯班一同為前英國首相戈登·布朗的演講集寫介紹，所得將捐給珍妮佛·布朗研究實驗室（Jennifer Brown Research Laboratory）。

## 觀點

### 政治
2008年8月，羅琳在工黨全國大會前夕宣布捐款一百萬英鎊給工黨，為首相戈登·布朗背書。她表示：
|  | 我相信：貧窮而易受傷害的家庭，在工黨領導下，會比生活在大衛·卡麥隆領導的保守黨執政下更好。戈登·布朗向來堅持拯救那些沒有機會和選擇的困苦孩童與家庭。工黨政府長期重視孩童貧窮問題，是歐盟各國中在此一問題上的先驅。大衛·卡麥隆的已婚夫婦減稅政策，在另一方面，使我想起在保守黨政府執政下曾經歷的貧窮單親媽媽生活；這表示，保守黨仍然相信沒有小孩、雙重所得，但已婚夫婦受到比貧困掙扎中的家庭更多財務援助的政策，使這些貧困家庭陷於不利處境。 |

羅琳是戈登·布朗夫人莎拉·布朗的密友，她們因一同合作慈善計畫而結識。當布朗夫婦的次子弗雷澤（Fraser）在2003年出生時，羅琳是第一批到醫院看他的訪客之一。
羅琳也曾向西班牙語報紙《國家報》表達她對2008年美國總統大選的看法，她說，她十分關心美國大選進展，因為它將會對往後的世界帶來重大影響。2008年2月，她稱巴拉克·歐巴馬和希拉蕊·柯林頓若在白宮，將會十分非凡出眾。在某些訪談中，她提到她的英雄是前美國司法部部長羅伯特·F·甘迺迪。
2010年4月，羅琳在《泰晤士報》上撰文抨擊，卡麥隆為了鼓勵已婚夫婦在一起，就向他們提供每年150英鎊的稅收減免：
|  | 經歷貧困處境的人，不會說出『非關金錢，而是訊息』的話。當你家破了個洞了，而你請不起鎖匠，這就是錢事；當你還差2便士才買得起烤豆子，而小孩正餓得發慌，這就是錢事；當你發現自己因為買不起尿布而考慮順手牽羊，這就是錢事。如果卡麥隆先生給獨立撫養小孩的貧困婦女唯一忠告就是『找個人嫁了，我們就賞你150英鎊』，那是自曝對她們真正處境的無知。在我還是個帶著小孩、沒有工作、每夜困在公寓裡、幾乎無法餬口的單親媽媽時，曾遇到多少可能的丈夫？我應該和半夜三點打破我家廚房窗戶的年輕人在一起嗎？用50萬鎊傳遞一個訊息：它不會帶來更多經濟效益，也不會讓更多人向低收入的已婚人士送花。 |

身為蘇格蘭居民，羅琳有資格在2014年蘇格蘭獨立公投中投票。羅琳支持蘇格蘭繼續留在聯合王國裡。2014年6月，羅琳捐款一百萬英鎊給反對蘇格蘭獨立的運動「在一起更好」，羅琳在她的網站上指出，支持蘇格蘭獨立的陣營存在著一種「否認危險」的傾向，那些極端民族主義者喜歡把任何不願盲目支持蘇格蘭獨立的人都妖魔化。
皮爾斯·摩根是堅定的美國共和黨和川普支持者，與極端反川普的JK羅琳為死對頭，兩人於公開場合和網路上互罵多次，摩根認為「像羅琳這種道德面高高在上、盛氣凌人，傲慢又激進的留歐／柯林頓支持者，絕對是這兩場選戰他們會輸的原因」在蘇格蘭獨立問題上謾罵對方喜歡把任何不願盲目支持蘇格蘭獨立的人都妖魔化，然在川普和留歐問題上羅琳自己反倒是激進者把反對方妖魔化，根本言行不一。而羅琳也不甘示弱稱「如果你有讀哈利波特就會知道，在學校巴結惡霸頭頭，會被活活燒死」。

### 宗教
數年前，某些宗教人士認為羅琳的書有宣揚巫術之嫌。羅琳則澄清自己是個基督徒，撰寫《哈利波特》時她常參加蘇格蘭教會的集會，她的大女兒潔西卡（Jessica）也是在那裡受洗的。「我自願前往教會，」她說，「而不會把我的宗教責任狂熱化。」她也曾說：「我信仰上帝，而非魔法。」她認為，假如讀者知道她是個基督徒，讀者們也會在書裡讀到這份信仰。
2007年，羅琳接受荷蘭報紙《民眾報》的訪談時這樣描述她的宗教背景：
|  | 正式來說，我是在英國國教會信主的，但我在家裡算是異類。我們家很少聊到宗教。我父親沒有信仰，我妹妹也是。我母親偶爾會上教堂，但大多是在聖誕節的時候去。所以我顯得很特殊。當我13、14歲時，我總是一個人去教會。我對祂很有興趣，也信仰祂。上大學後，我變得很批判，對那些沾沾自喜的宗教人士感到憤怒，也越來越少去教會。現在我回到起點：是，我相信。而且是的，我會去教會。那是一個愛丁堡的新教教會。我先生也是新教徒，但他來自一個嚴格的蘇格蘭團體，那裡的人不許唱歌和聊天。 |

## 争议

### 性别观点
2019年12月19日，罗琳在推特上发表一件关于跨性別与言论争议的司法案件的个人观点。案件中的事主玛雅因为发表针对跨性别者的批评，结果失去工作机会；经过诉讼之后，英国法庭判处玛雅败诉。案件引起罗琳的注意，并公开力挺玛雅的立场，结果引起全球跨性别者的围剿，进而掀起舆论大战。
事件起因于2018年，案中的女性玛雅是英国一名税务专家，原先在全球发展中心（CGD）担任顾问。她曾多次在个人推特上转贴批评跨性别者的图文和发表不认同跨性别者的看法。2019年3月，CGD决定不再跟玛雅续约，玛雅质疑是她的思想言论，才导致她失去工作机会，因此告上倫敦高院，要求CGD赔偿。法官最终判处玛雅败诉，并斥责她是「侵犯他人的尊严，造成他人恐惧和羞辱，这种做法是不应该得到尊重。」（該判決在上訴後已被推翻，法官認為玛雅之言論應受平等法保護。） 玛雅对此结果感到震惊和失望：「我的信念是，性别是生物学上的事，并且不能改变的。男人和男孩是男性，女人和女孩是女性，改变性别是不可能的，这是每个人生活的基本事实。」并续说：「任何人都有权利表达自己的性别观点。这个判决剥夺妇女的权利和个人信仰与言论自由。」 罗琳在推特上表态支持玛雅，并语带讽刺批评「只是因为陈述性别的事实，就强迫妇女失业？」表示与玛雅站在同一边。
罗琳的发言引发了这场跨性别者的言论大战，包括玛雅本人在内，支持同样立场的支持者赞赏和声援她们两人。在贴发推文的同时，也招惹众多捍卫LGBT权利的社群，纷纷指责罗琳是「恐跨」、拒绝跨性别的激进女权主义者。《卫报》也对此报导，指罗琳的推特帐号曾经按赞过羞辱跨性别者的贴文，这不仅让罗琳的书迷表示感到震惊，也引发网民加入围剿。网民认为罗琳过去捍卫女性主义形象，也不讳言支持同性恋团体，唯独在针对跨性别者的议题上，她的立场不像外界所想的「进步」。罗琳官方代理人对此出面缓和，表示这只是她不擅长使用科技的无心错误而已。
2020年6月6日，罗琳在推特上引用了一条标题为：「为有月经的人创建一个更平等的COVID-19疫情后的世界」的推文，罗琳对此措辞表示质疑，并在推特上写道：「‘有月经的人’，我敢肯定有一個称呼能夠形容這樣的人。来人帮我想想，是叫Wumben？Wimpund？還是Woomud？」结果引来支持跨性别者的团体批评。
一些推特用户对罗琳表示质疑，认为她将「有月经的人」假定为是「女人」的做法是歧视跨性别者。一些推特用户批评罗琳坚持只有女性才有月经的说法，他們批评说，她对月经人群的评论並不准确。 如有推文写道：「跨性别的男性也有月经」、「变性人也有月经」、「我是一位37岁的女性，有子宫，十年来没有月经。妇女不是由她们的月经来定义的」等言论。医疗保建团体也表示：「月经是一种生物学功能，不是女人的事。不必对身体部位进行性别区分，这样做会限制那些需要获得医疗保健服务的人。」LGBTQ和GLAAD团体皆回应了罗琳的评论，并在推文中说：「罗琳继续坚持自己的思想观念，故意扭曲有关性别认同和跨性别者的事实。在2020年，没有任何针对跨性别者的借口。」
2020年6月10日，罗琳通过发布一系列推文来捍卫她的早前言论，以此回应反对者。 她在推特上帖子写道：「这不是容易写出来的事」「20多年来我一直受公众关注，但从未对外提及自己是家暴和性侵的幸存者。」「这不是因为我羞于启齿，而是因为要重拾过往与回忆会令我感到痛苦。」这些额外的评论也遭到随后的强烈反对，推特用户将罗琳标记为「TERF」，代表「排除跨性别的激进女权主义者」。
在帖子中，罗琳首次透露了自己在家庭虐待和性侵犯方面的经历。她写道：「我现在提到这些事情并不是为了获得同情，而是出于对拥有像我这样大量过往创伤女性的声援。」并强调：「我了解也很爱跨性别者，但如果抹去生理性别概念，那也将没有所谓的同性吸引、女权提升等有意义的性别议题。」她也認為，有些疾病在男性和女性上出現顯著的不同，來強化她論證「生理性別」（sex）的不同。
这篇文章也引发了激烈的辩论，随后辩论延伸到政界与好莱坞电影界。《哈利·波特》系列各个演員也回应了罗琳的评论，包括丹尼尔·拉德克利夫以及艾玛·沃森、魯伯特·格林特、邦妮·赖特、伊文娜·林奇、埃迪·雷德梅尼皆发表声明支持跨性别者；拉尔夫·费因斯与詹森·艾萨克对其言论本身不予置评，但反对无端的网络暴力，后者也表示不该因此争议忽视她在文学创作以及慈善方面的贡献。鉴于与罗琳的争议，华纳兄弟公司也发表声明：「过去几周的事件坚定了我们作为一家公司面对困难的社会问题的决心。华纳兄弟公司在包容性方面的立场已经确立，并且对于我们公司和全球受众来说，培养多元化和包容性文化从未像现在这样重要。」
英国工党议员劳埃德·罗素-莫伊尔在《论坛报》（Tribune）杂志上发表一篇文章，指出罗琳披露家庭虐待的目的是「利用自己的受害经历来证明她对变性问题的观点是正确」，这种策略破坏了为跨性别者巩固权利的努力。他补充说：「我们看到像罗琳这样的人用她自己的性侵犯经历成为歧视一群不该为此负责的人的正当理由。」該文發表後引起英国国会议员的批評，罗素-莫伊尔在6月28日在推特道歉，稱：「我想毫无保留地对上周我在《论坛报》上写的关于跨性别权利的文章中的评论表示歉意，JK罗琳。」并续说：「虽然我可能不同意她对跨性别权利的某些分析，但我引用她自己可怕的经历，这对我来说是错误的。我已要求《论坛报》删除文章。」
2020年6月29日，斯蒂芬·金转发了一则罗琳回应罗素-莫伊的推文后，也被卷入了辩论中。 罗琳在推文中写道：「安德里亞·德沃金写道：『女人们的说话和写作，在很多男人看来就好像它们是暴力行为一样；有时候男人会用暴力来回应女人的话。』对于女人来说，谈论自己的经历并不可恨，也不应为此受到羞辱。」罗琳在推特上表示自己对斯蒂芬·金的喜爱之情达到了新的高度。随后斯蒂芬·金被他的粉丝發了一条推文，以澄清他在变性问题上的立场。斯蒂芬·金简洁地回答说：「是的。跨性别女人就是女人。」回应了他的粉丝之后，罗琳随后删除了早前感谢他的推文。
2020年8月28日，罗伯特·弗朗西斯·肯尼迪人权奖主席克里·肯尼迪和罗伯特·F·肯尼迪的女儿在该组织的网站上发表批评罗琳对性别和性的观点看法是「深深的令人不安的跨性别推文和声明」后，罗琳反驳肯尼迪的批评，称「错误地暗示我是恐跨，而且还指要我为跨性别者造到的伤害负责」，决定退还该组织在2019年颁发给他的「希望的涟漪」人权奖（Ripple of Hope）。
對羅琳的爭議也延伸到其支持者身上，在烏俄戰爭期間，J·K·罗琳為烏克蘭募款。一家餐廳為其聲援，卻遭到激進跨性別者的網路攻擊，称該餐廳不歡迎跨性別者。
2024年7月30日，羅琳針對巴黎奧運女子拳擊賽的阿爾及利亞籍選手伊曼·哈利夫及台灣籍選手林郁婷，在推特上引用《衛報》報導表示：「什麼時候才能結束這種瘋狂？等到有女拳擊手為此受到危及生命的傷害？還是等到有女拳擊手因此被殺害？」，該報導稱凱利夫和林郁婷曾因性別檢測未通過而被取消資格。國際奧會隨後發布聲明表示：「所有能參加2024年巴黎奧運拳擊項目的選手均遵守比賽的資格和參賽規定，以及所有適用的醫療規定」。8月1日，哈利夫擊敗對手勝出後，羅琳又發表推文；「一個男人冷笑著，明知自己受到厭女的體育機構的保護，擊中這個女人的頭部，碾碎了她的夢想，並享受著她的痛苦」。其後，羅琳又引用《每日電訊報》一則宣稱哈利夫與林郁婷可能屬於性別分化多元性情形的報導，發表推文指責兩人：「無法改變出生方式，但可以選擇不要作弊」。8月2日，國際奧會再次發表聲明，表示兩人符合參賽資格，「每個人都有權利不受歧視地從事體育運動」。

### 種族觀點

#### 非洲歧視和北美原住民族文化挪用爭議
2016年，《哈利波特》中的非洲魔法學校瓦加杜的設定公開後，由於西方世界長期將非洲視為一個模糊、未分化的整體，掀起了專家、讀者對羅琳種族歧視的質疑聲浪。聖地牙哥大學非洲歷史學系助理教授T·J·塔利（T.J. Tallie）表示：「身為一位非洲歷史學家，我極為憤怒，@jk_rowling將瓦加杜化約為『非洲』，並與『日本』、『法國』等國家相提並論」；亦有學者辯護「非洲在殖民時代之前沒有國家制度」，並指出瓦加杜與迦納帝國同名，但非洲政治歷史學家提摩西·伯克（Timothy Burke）撰寫長文論述該辯護站不住腳。
同年3月，羅琳於Pottermore公開《北美魔法史》的第一章，使用了五月花號的移民史和北美原住民族文化，受到學者及北美原住民族讀者的批評，指出其為文化挪用且殖民主義。其後羅琳所發表相關故事亦被批評「在抹殺原住民族的同時挪用原住民傳統」，而對於北美洲傳說生物起源的誤用，被指為「為了個人目的利用並且扭曲了美洲原住民族的傳說」。

#### 亞裔歧視爭議
2018年9月，《怪獸與葛林戴華德的罪行》預告片公布後，從人變蛇的角色娜吉妮由韓國演員金秀賢飾演的安排，遭質疑是好萊塢母夜叉（性感、危險的東方女人）刻板印象的延續，被指責為「種族主義、厭女的災難」。羅琳則在推特說明：「納迦（Naga）是印尼神話中類似蛇的神話生物，因此（角色）取名為娜吉妮（Nagini）。」印度濕婆三部曲《納迦的秘密》的作者阿米許·特里帕蒂反駁，納迦並不是印尼神話，而是印度神話當中的蛇神。羅琳過往創作的亞裔角色形象也因此再次遭到專家批評。

## 轶事

### 自身待遇被与俄罗斯进行比较
2022年3月25日，罗琳对于自身被俄罗斯总统普京比较为俄罗斯状况，发表推文反击。俄罗斯总统普京在同日一场文艺界电视视频会议上抱怨，将俄罗斯入侵乌克兰行动遭到的国际反应与1930年纳粹德国的审查制度进行比较，称西方试图「取消」俄罗斯，并将俄罗斯的待遇与罗琳过去因为反跨性别观点引发的争议进行比较，称罗琳因为「不满足性别权利的要求」而被取消。
罗琳随后对于自身被比较为俄罗斯状况感到不满，她透过拥有1390万粉丝的推特账号驳斥普京的言论，表示「对西方取消文化的批评可能不是最好由那些目前因抵抗罪而屠杀平民或监禁和毒害批评者的人做出。」文章最后标签#IStandWithUkraine，即支持乌克蘭。罗琳还发布俄罗斯反腐败活动家阿列克谢·纳瓦尔尼的文章的链接，并谴责俄罗斯入侵乌克兰。

## 作品

### 童書
- 《伊卡伯格（英语：The Ickabog）》（2020年11月10日）
- 《圣诞小猪（英语：The Christmas Pig）》（2021年10月12日）

### 青少年書籍

#### 哈利波特系列
- 《哈利波特：神秘的魔法石》（1997年6月26日）
- 《哈利波特：消失的密室》（1998年7月2日）
- 《哈利波特：阿茲卡班的逃犯》（1999年7月8日）
- 《哈利波特：火盃的考驗》（2000年7月8日）
- 《哈利波特：鳳凰會的密令》（2003年6月21日）
- 《哈利波特：混血王子的背叛》（2005年7月16日）
- 《哈利波特：死神的聖物》（2007年7月21日）

##### 相关作品
- 《怪獸與牠們的產地》（2001年3月1日）
- 《穿越歷史的魁地奇》（2001年3月1日）
- 《吟遊詩人皮陀故事集》（2008年12月4日）
- 《哈利波特：被詛咒的孩子》故事構想（2016年7月31日）
- 《怪獸與牠們的產地》電影劇本（2016年11月18日）
- 《怪獸與葛林戴華德的罪行》電影劇本（2018年11月16日）
- 《怪獸與鄧不利多的秘密》電影劇本（2022年4月15日）
- 《哈利波特前傳》（2008年7月）
- 《北美魔法史》電子書（2016年3月8日至11日）
- 《霍格華茲不完全不可靠指南》電子書（2016年9月6日）
- 《霍格華茲：力量·政治與惡作劇幽靈》電子書（2016年9月6日）
- 《霍格華茲：勇氣·磨難與危險嗜好》（2016年9月6日）

### 成人書籍
- 《臨時空缺》（2012年12月27日）

#### 私家偵探史崔克系列
- 《杜鵑的呼喚》（The Cuckoo's Calling，2013年4月18日）
- 《抽絲剝繭》（The Silkworm，2014年6月19日）
- 《邪惡事業》（Career of Evil，2015年10月20日）
- 《致命之白》（Lethal White，2018年9月18日）
- 《Troubled Blood》（2020年9月15日）
- 《The Ink Black Heart》（2022年8月30日）

## 榮譽

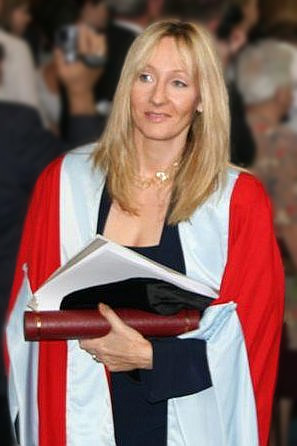
接受亞伯丁大學榮譽學位時的J.K·羅琳

J.K·羅琳曾獲聖安德魯斯大學、愛丁堡大學、愛丁堡納皮爾大學、艾希特大學、亞伯丁大學及哈佛大學頒發榮譽學位，其中羅琳曾在哈佛大學2008年畢業典禮上對畢業生演講。2009年，法國總統尼古拉·薩科齊向羅琳頒發法國榮譽軍團勳章。
羅琳其它獎項包括：
- 1997年：雀巢聰明豆兒童圖書獎（英语：Nestlé Smarties Book Prize）金牌，《哈利波特：神秘的魔法石》
- 1998年：雀巢聰明豆兒童圖書獎金牌，《哈利波特：消失的密室》
- 1998年：國家圖書獎年度最佳童書（英语：National Book Awards Children's Book of the Year），《哈利·波特与魔法石》
- 1999年：雀巢聰明豆兒童圖書獎金牌，《哈利·波特与阿兹卡班囚徒》
- 1999年：國家圖書獎年度最佳童書，《哈利波特：消失的密室》
- 1999年：惠特布雷特獎年度最佳童書（英语：1999 Whitbread Awards），《哈利波特：阿茲卡班的逃犯》
- 2000年：英國圖書獎年度作家[81]
- 2000年：大英帝國勳章，因在兒童文學創作上的貢獻而獲勳
- 2000年：軌跡獎，《哈利波特：阿茲卡班的逃犯》
- 2001年：雨果最佳年度小說獎，《哈利波特：火盃的考驗》
- 2003年：阿斯圖里亞斯親王獎，和平獎
- 2003年：布蘭姆·史托克獎最佳年輕讀者作品獎，《哈利波特：鳳凰會的密令》
- 2006年：英國圖書獎，《哈利波特：混血王子的背叛》
- 2007年：藍彼得金獎（英语：Blue Peter badge）
- 2008年：英國圖書獎，傑出成就獎
- 2010年：漢斯·克里斯蒂安·安徒生文學獎
- 2011年：英國電影學院獎，因《哈利波特》系列電影而獲得英國電影傑出貢獻獎，與導演大衛·海曼、演員及劇組共同獲得
- 2012年：倫敦市榮譽市民